# 旭站 (北海道)
旭站（日语：／ Asahi eki */?）曾經是一個位於北海道（網走支廳）紋別郡上湧別町字旭（現・湧別町旭）的北海道旅客鐵道（JR北海道）名寄本線鐵路車站（廢站）。電報略號為アヒ。伴隨名寄本線的廢線於1989年（平成元年）5月1日廢站。

## 相鄰車站
北海道旅客鐵道
名寄本線
沼之上－旭－川西